# Hovachelus squamulosus
Hovachelus squamulosus är en skalbaggsart som beskrevs av Leon Fairmaire 1899. Hovachelus squamulosus ingår i släktet Hovachelus och familjen Melolonthidae. Inga underarter finns listade i Catalogue of Life.